# Novovolyns'k
Novovolyns'k (in ucraino Нововолинськ?, in russo Нововолынск?, in polacco Nowowołyńsk) è una città ucraina (49 771 abitanti) nel distretto di Volodymyr nell'oblast' di Volinia. Ospita l'amministrazione della comunità territoriale di Novovolyns'k, una delle comunità territoriali dell'Ucraina.
Fino al 18 luglio 2020 Novovolyns'k costituiva una città di rilevanza regionale e come tale non apparteneva a nessun distretto. Come parte della riforma amministrativa che ha ridotto a quattro il numero dei distretti dell'oblast' di Volinia, la città fu integrata nel distretto di Volodymyr.
Fondata nel 1950, nel 2013 aveva circa 60 000 abitanti.
Fino a poco tempo fa, Novovolyns'k era un importante centro di estrazione del carbone della regione. La città ha alcune fabbriche: una fabbrica di cemento armato, una fabbrica di laterizi, un impianto per la manutenzione delle attrezzature minerarie, una fabbrica di confezionamento della carne e pane e un impianto per la lavorazione del legno.